# Yambol
Pour les autres significations, voir Yambol (oblast).
Yambol (en bulgare : Ямбол, translittération internationale : Jambol) est une ville et une commune du Sud de la Bulgarie.

## Géographie
La ville de Yambol est située dans le sud de la Bulgarie, à 295 km à l'est de Sofia.
Elle est située sur les deux rives de la rivière Toundja, dans le nord-est de la plaine de Thrace.
| 1887   | 1910   | 1934   | 1946   | 1956   | 1965   | 1975   | 1985   | 1992   |
| ------ | ------ | ------ | ------ | ------ | ------ | ------ | ------ | ------ |
| 11 241 | 15 975 | 24 920 | 30 576 | 42 333 | 58 571 | 75 781 | 90 019 | 91 561 |

| 2001   | 2005   | 2011   | 2021   | 2022   | - | - | - | - |
| ------ | ------ | ------ | ------ | ------ | - | - | - | - |
| 82 649 | 79 314 | 73 268 | 63 656 | 60 641 | - | - | - | - |

,

## Histoire
Les terres riches et arrosées par la Toundja, dans la plaine autour de l'actuelle Yambol, ont été habitées dès la Préhistoire. Plus de trente monticules comportant jadis des hameaux ont été découverts dans les environs. Ceux de Vessélino, Ratchéva et Martchéva ont été les plus étudiés et ont révélé des habitats du Néolithique (-6000 à -4000), du Chalcolithique (-4000 à -2700) et de l'Âge du bronze (-2700 à -900).
Lors d'un voyage en Thrace, en 293, l'empereur romain Dioclétien s'arrêta, sur la route entre Adrianople (Adrianoupolis) et Augusta Trajana, dans une petite localité située sur la rive gauche (est) d'un méandre de la Toundja. Il décida d'y fonder une ville dédiée à Zeus : Diospolis. Par la suite, le nom de la ville se transforma en Dampolis, Diampolis (nom byzantin du Xe au XIVe siècle), Dianpolis, Khiampolis, Grenboel (nom utilisé par les chrétiens occidentaux au Moyen Âge), Dabilin (nom bulgare au XIVe siècle), Doubilin, Dinibouli, Diamboli, Yanbolou, Yambol, Yanboli et, enfin, à nouveau Yambol. La première mention écrite de la ville date du VIe siècle av. J.-C.
Lors de la conquête des Balkans par l'Empire ottoman, la ville opposa une forte résistance aux conquérants mais elle fut prise, en 1373, après un siège. Une partie des murs et tours d'enceinte de la ville fortifiée du Moyen Âge sont encore visibles de nos jours.
En 1830, après la guerre russo-turque de 1828-1829, une grande partie de la population bulgare de Yambol et de ses environs est chassée par les Turcs et part s'installer dans la Dobroudja et en Bessarabie. De ce fait, la région est peu peuplée et connaît un déclin économique. Lors de la guerre russo-turque de 1877-1878, les armées russes libèrent la ville, en janvier 1878, de la domination turque.
Les transferts de populations après la deuxième guerre balkanique et la Première Guerre mondiale changent radicalement la situation démographique des environs de Yambol : de nombreux réfugiés bulgares de Thrace orientale, de Thrace occidentale et d'autres régions s'y installent.

## Administration

### Structure administrative
La commune ne compte que la ville de Jambol. Elle fait partie de la région administrative de Yambol.

### Jumelages
La ville de Yambol est jumelée avec :
- Villejuif (France)
- Sieradz (Pologne)
- Ijevsk (Russie)
- Berdiansk (Ukraine)
- Edirne (Turquie)
- Târgu Jiu (Roumanie)

## Économie
À 10 km à l'ouest-sud-ouest de Yambol - sur le territoire de la commune de Toundja - se trouve la Base aérienne de Bezmer, qui fait partie des installations militaire communes bulgaro-américaines. Elle est source de nombreux emplois et revenus pour la ville de Yambol.

## Éducation et culture

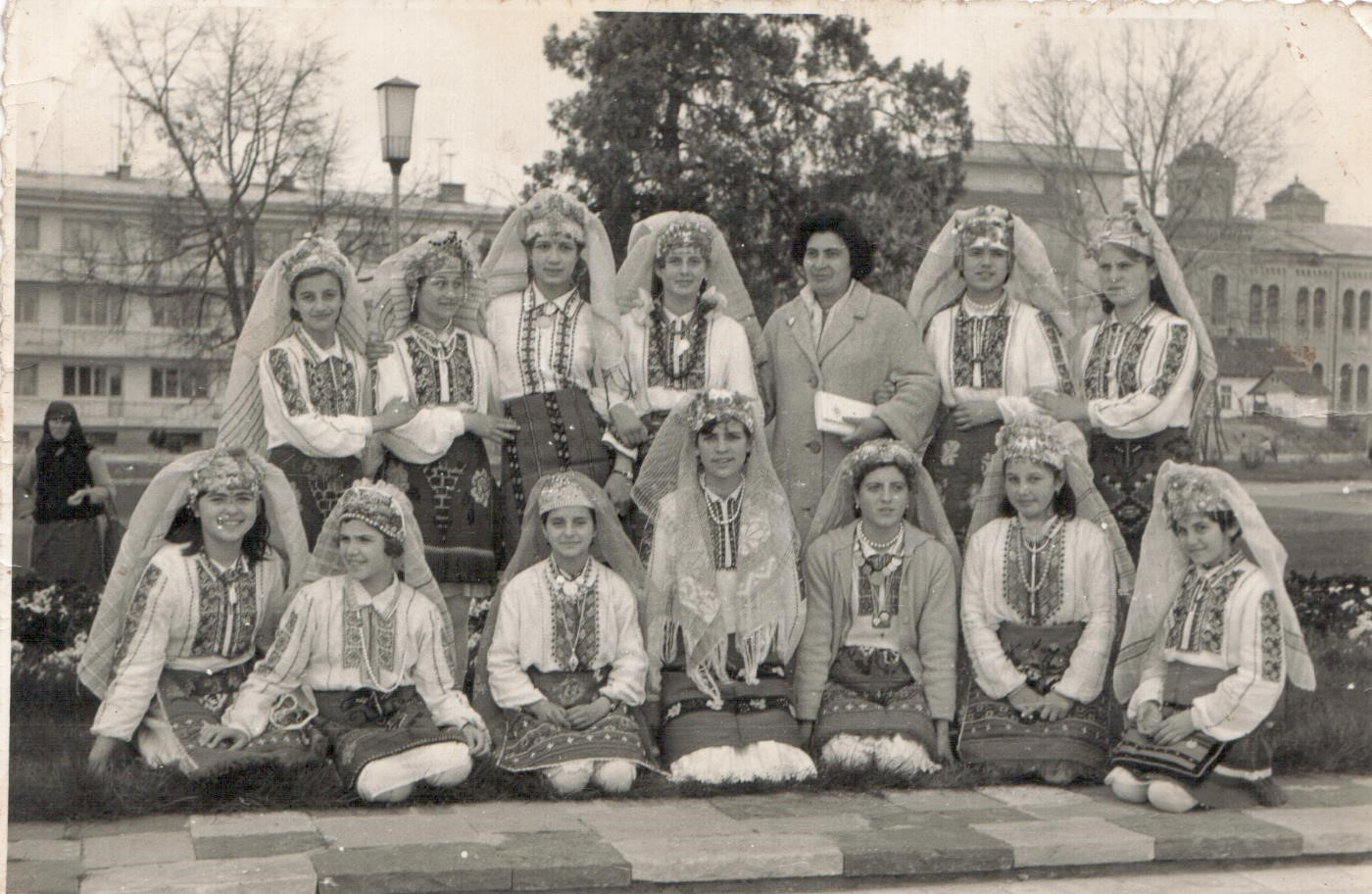
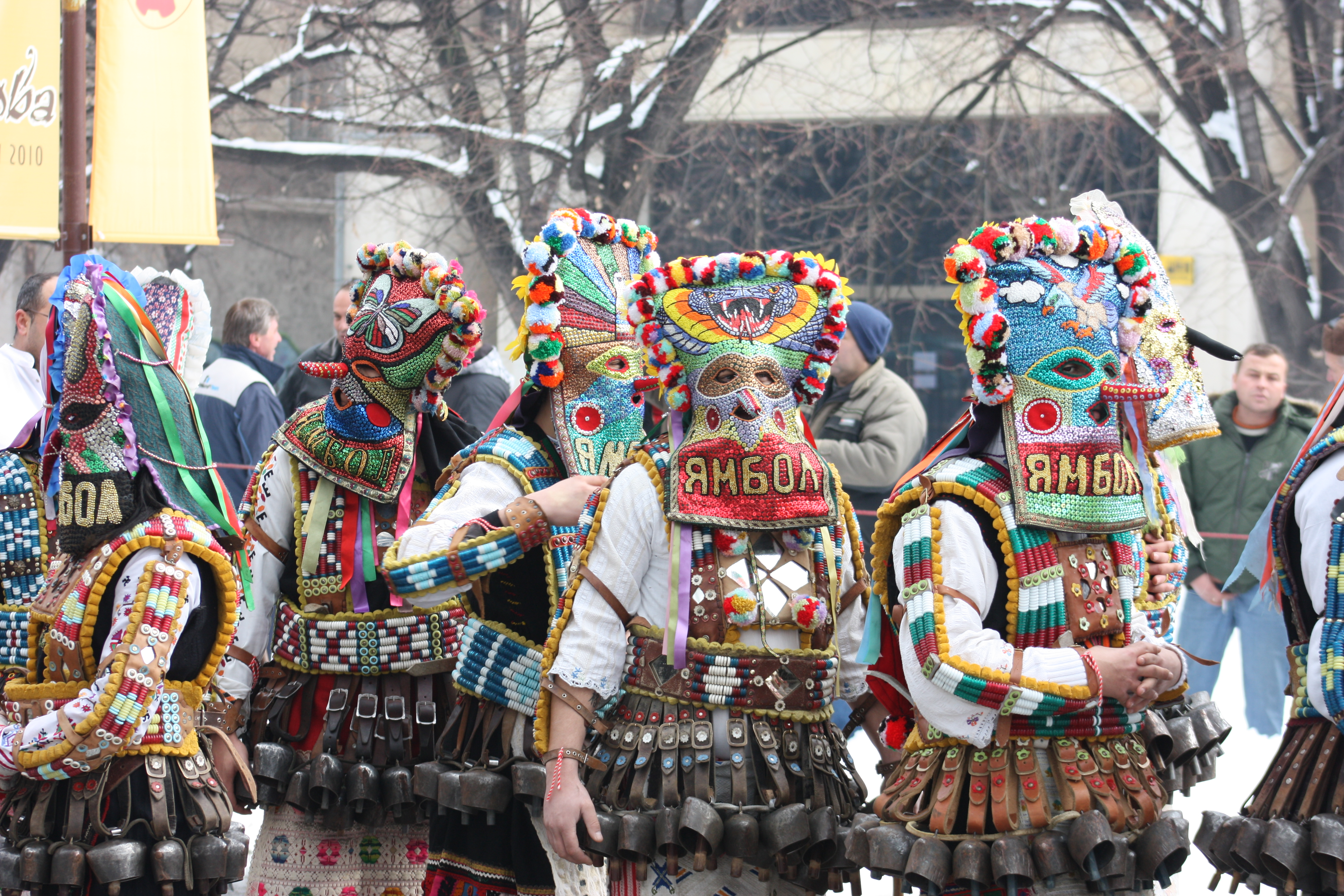
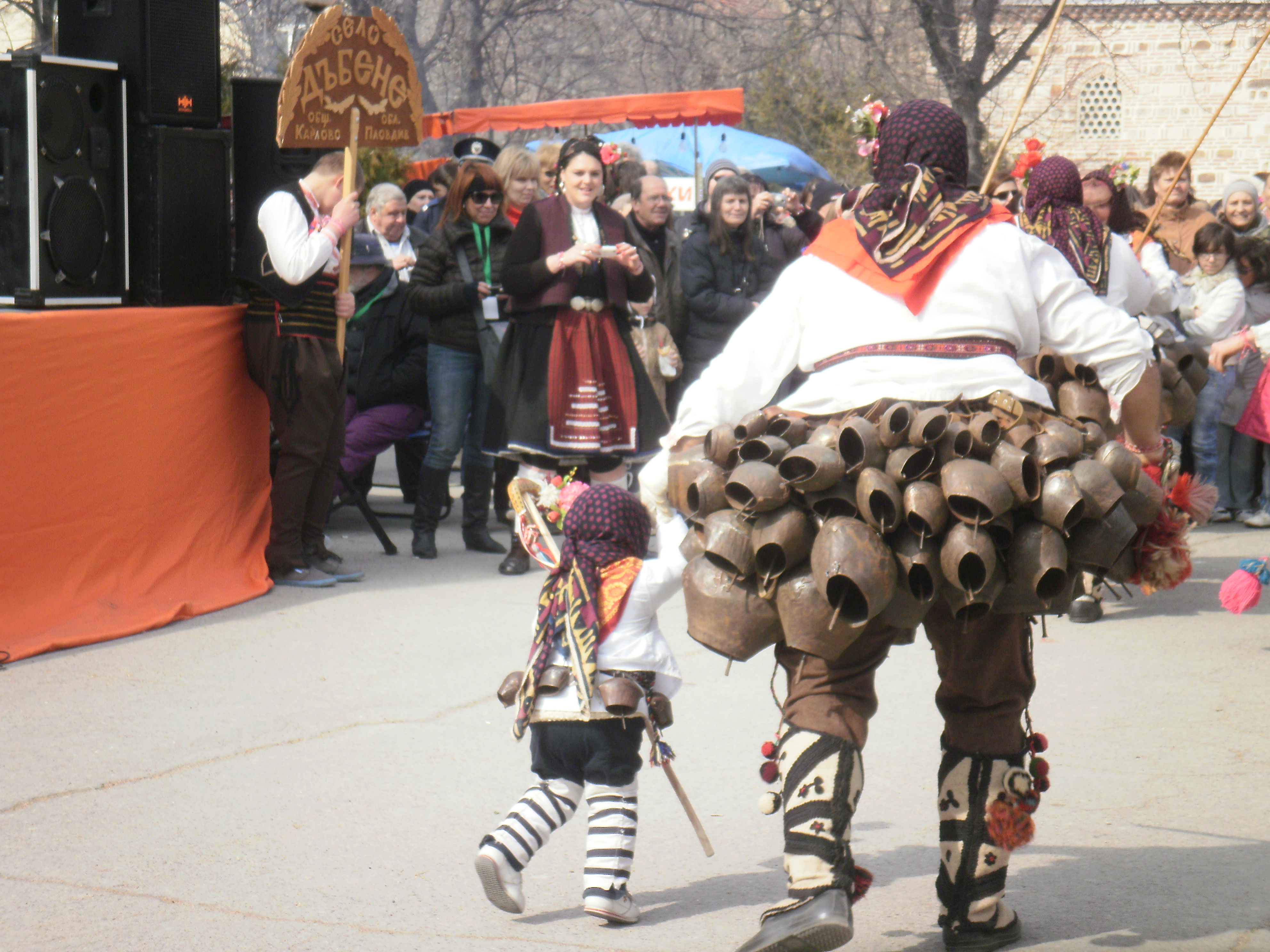
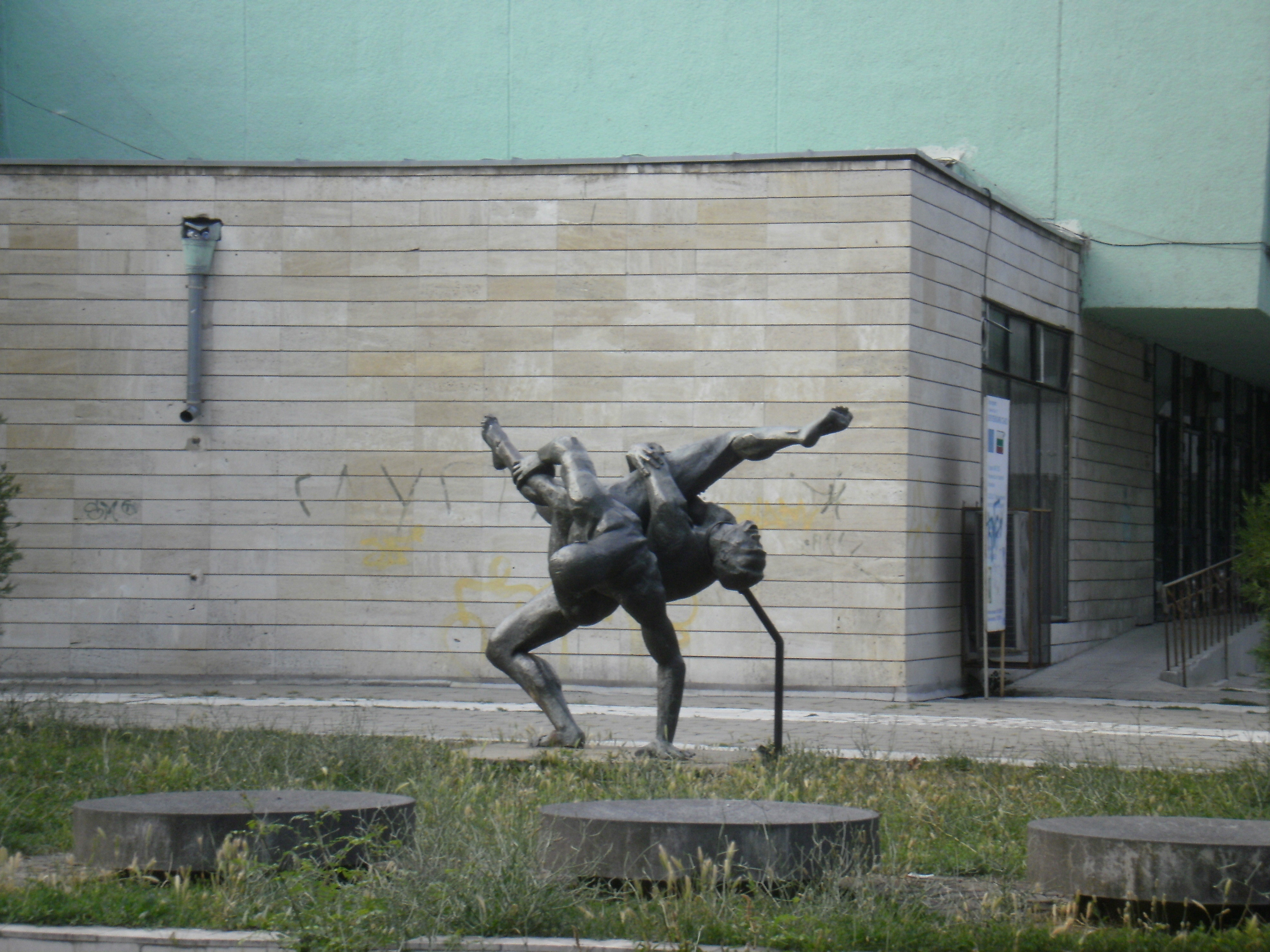

## Personnalités de Yambol
- Volén Sidérov, politicien bulgare
- Georges Papazoff, peintre bulgare ayant vécu la majeure partie de sa vie en France
- Guéorgui Gospodínov, écrivain bulgare

## Galerie

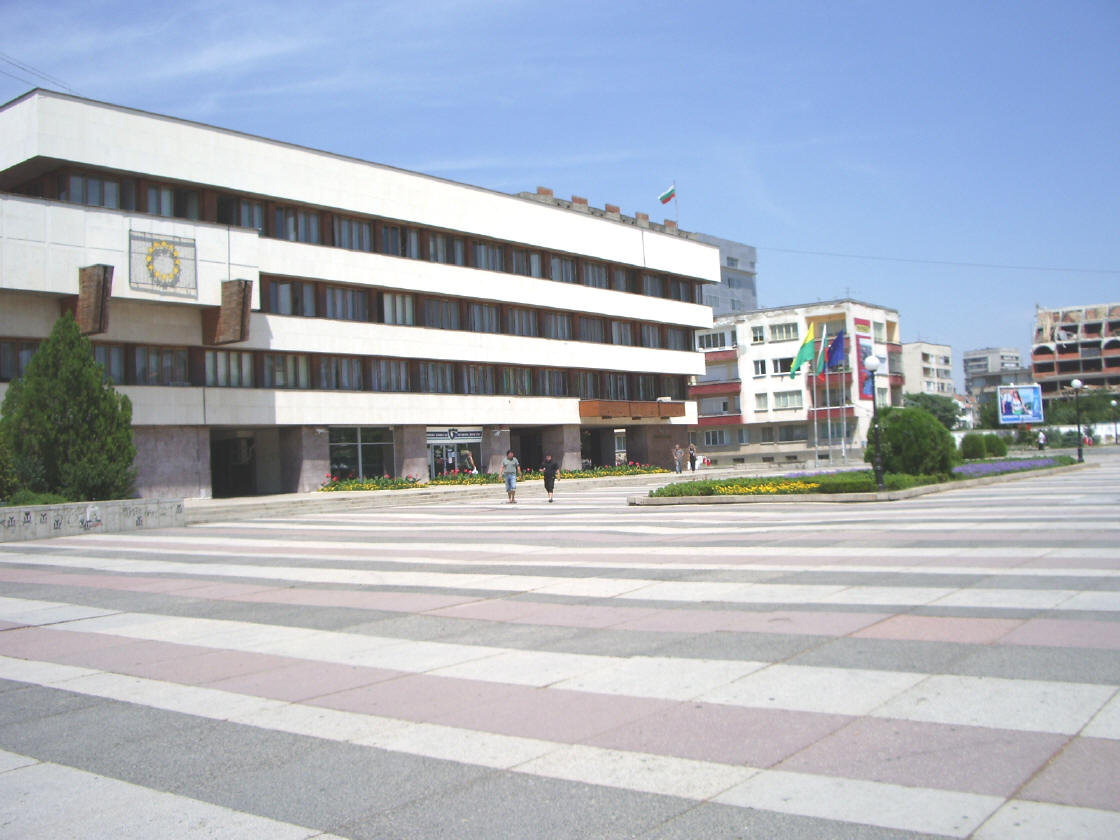
La mairie et la place de la mairie
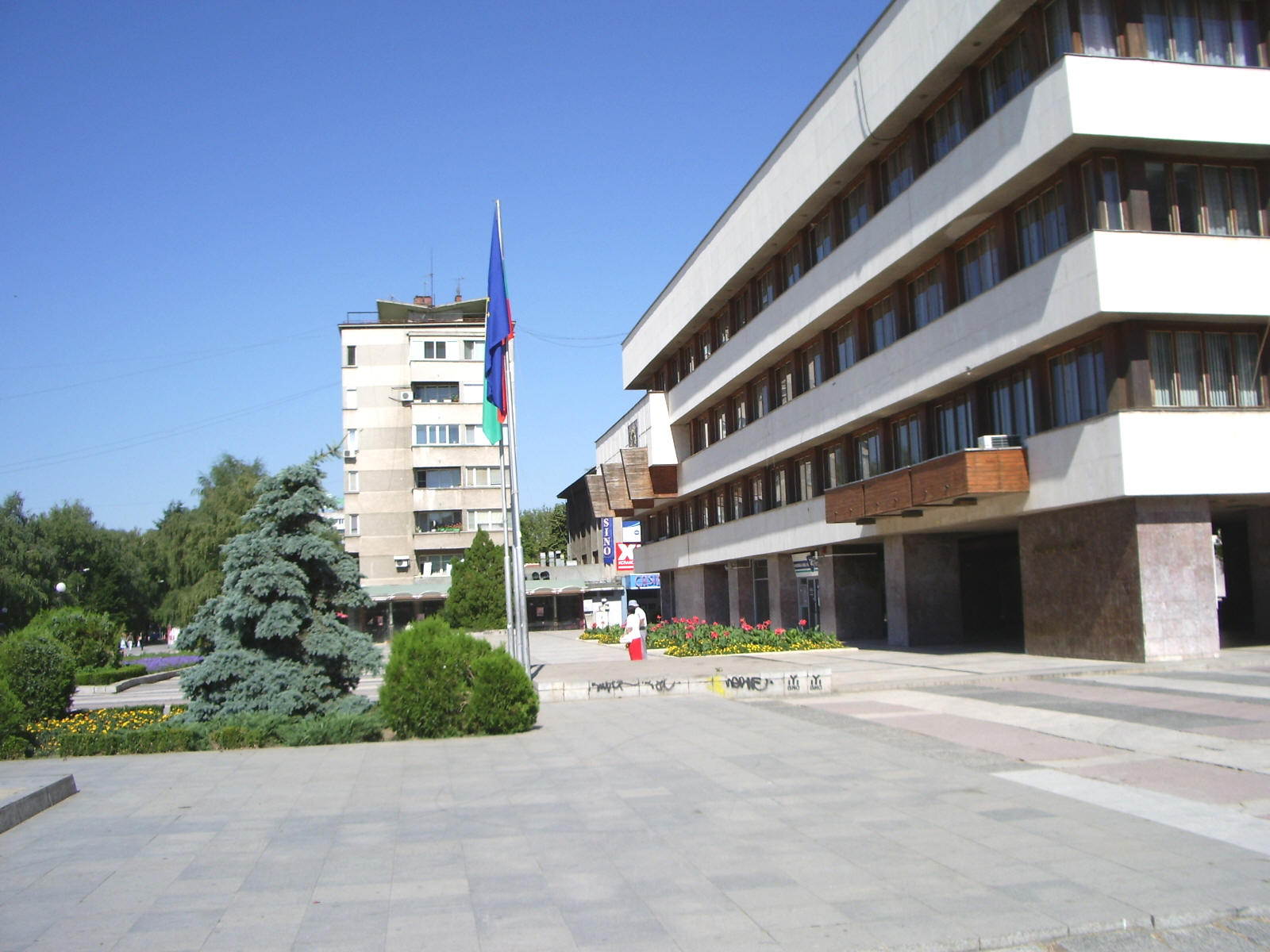
La mairie de Yambol (sur la droite de la photo)
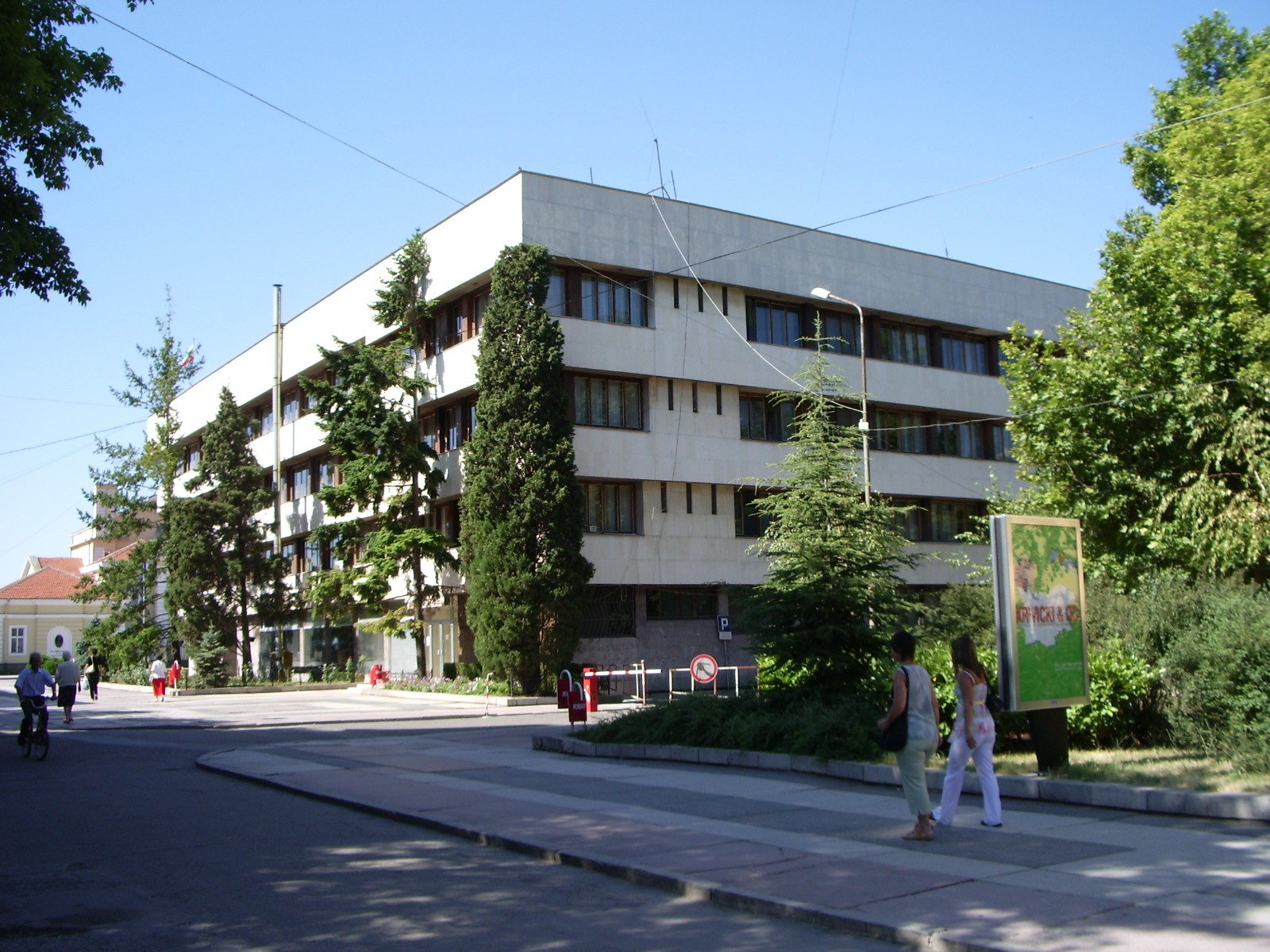
La mairie de Yambol
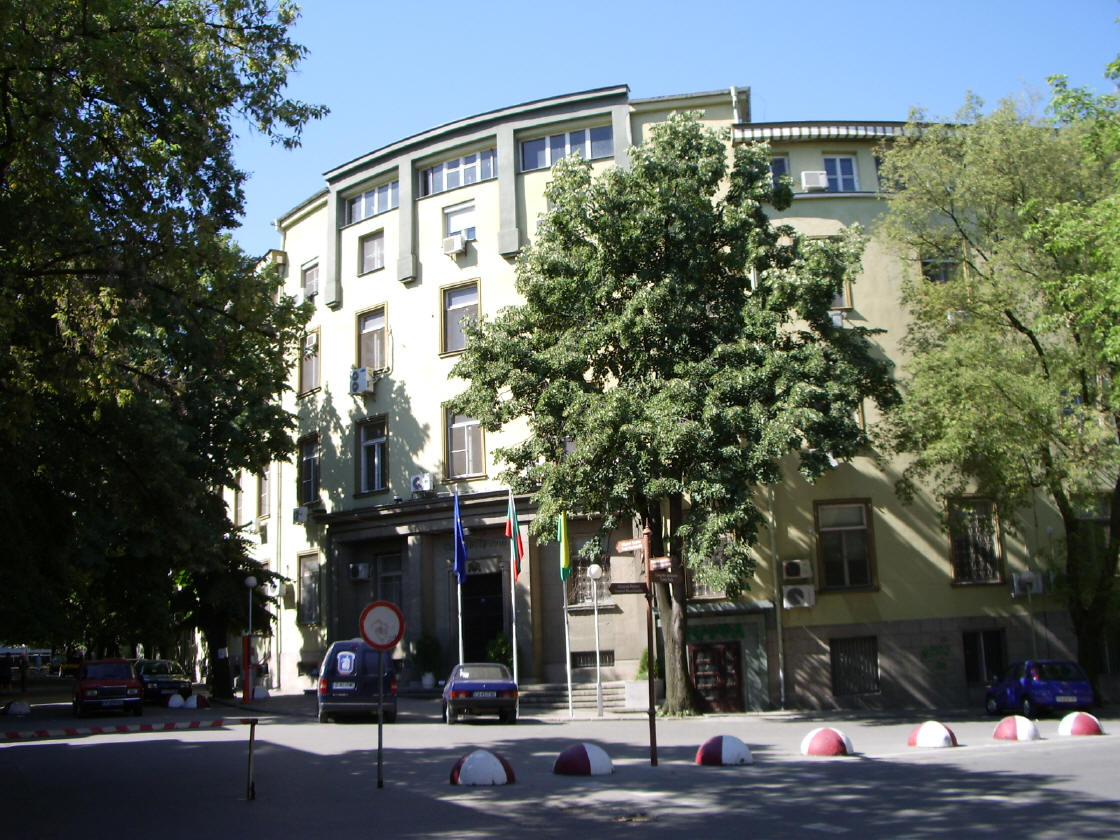
Le tribunal régional
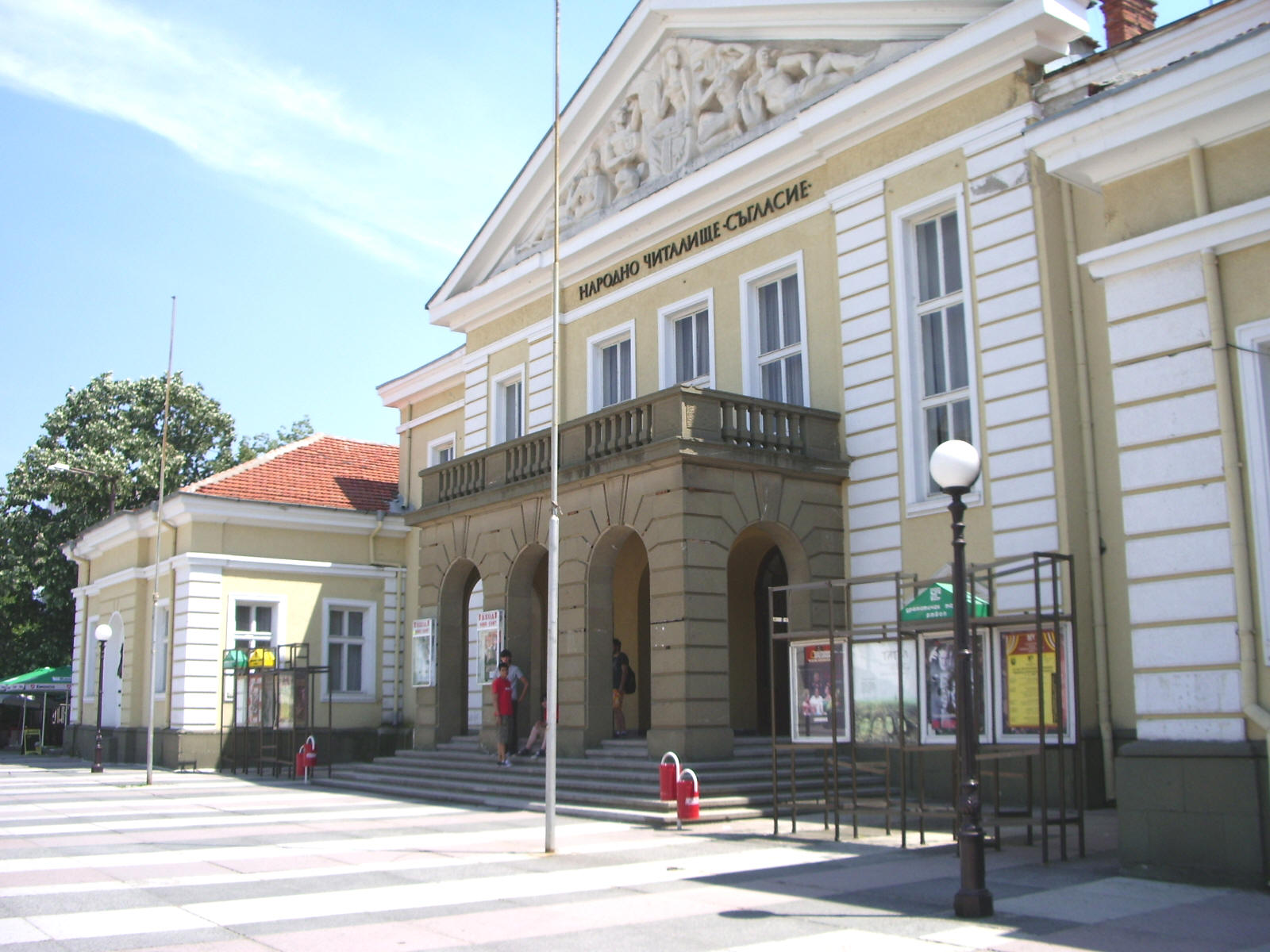
La maison de la culture
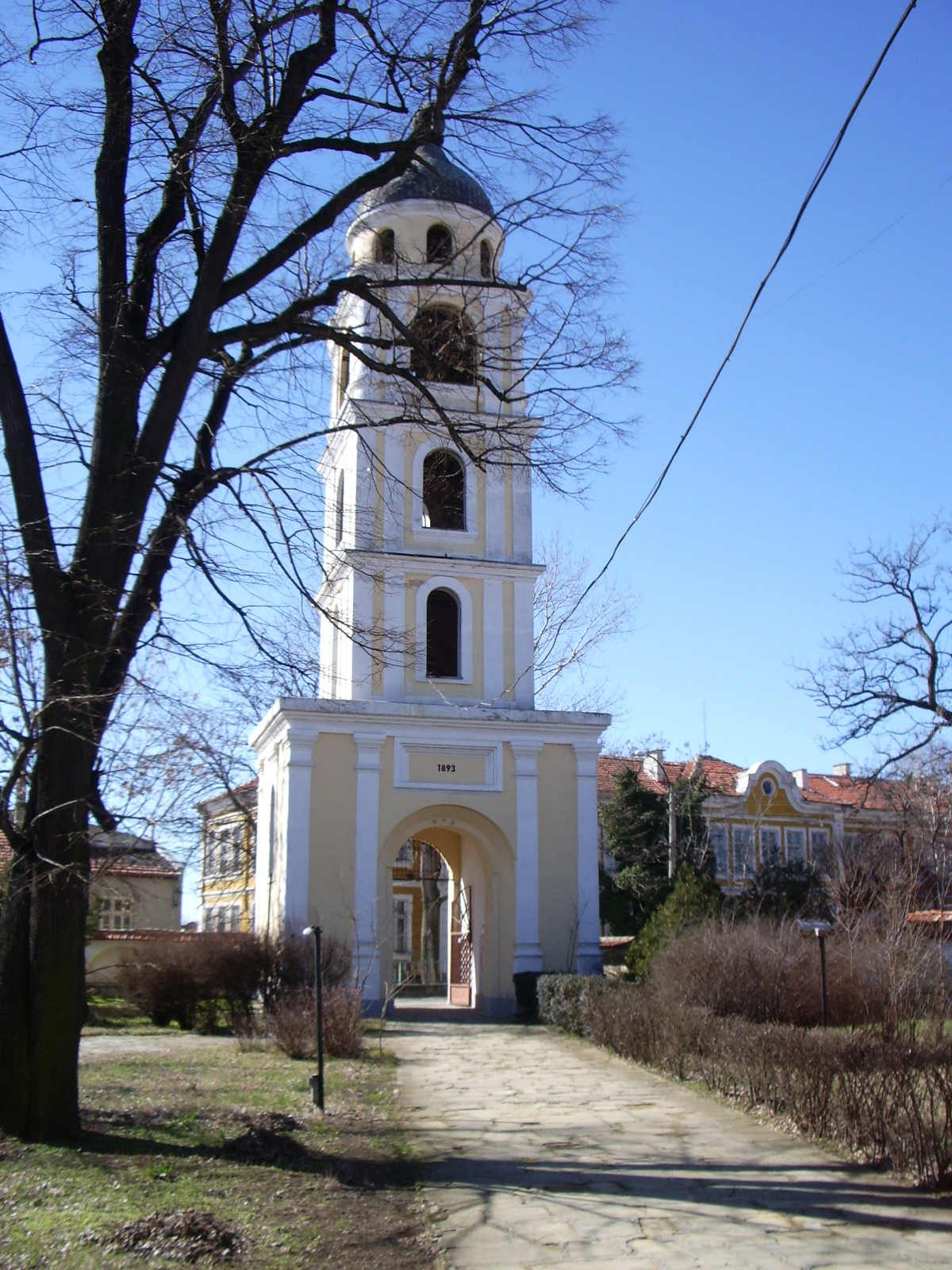
L'église orthodoxe Svéti Guéorgui (Saint-Georges)
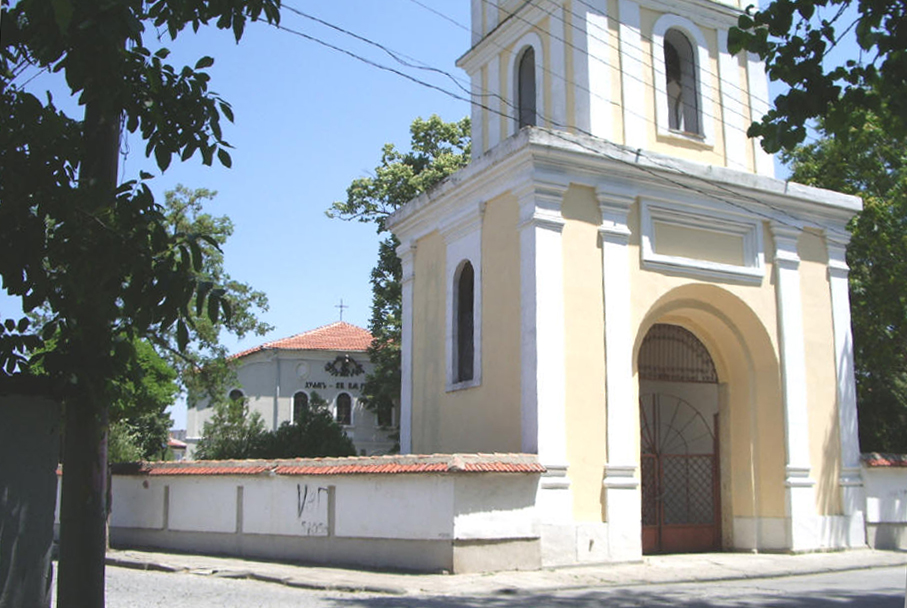
L'église orthodoxe Svéti Guéorgui
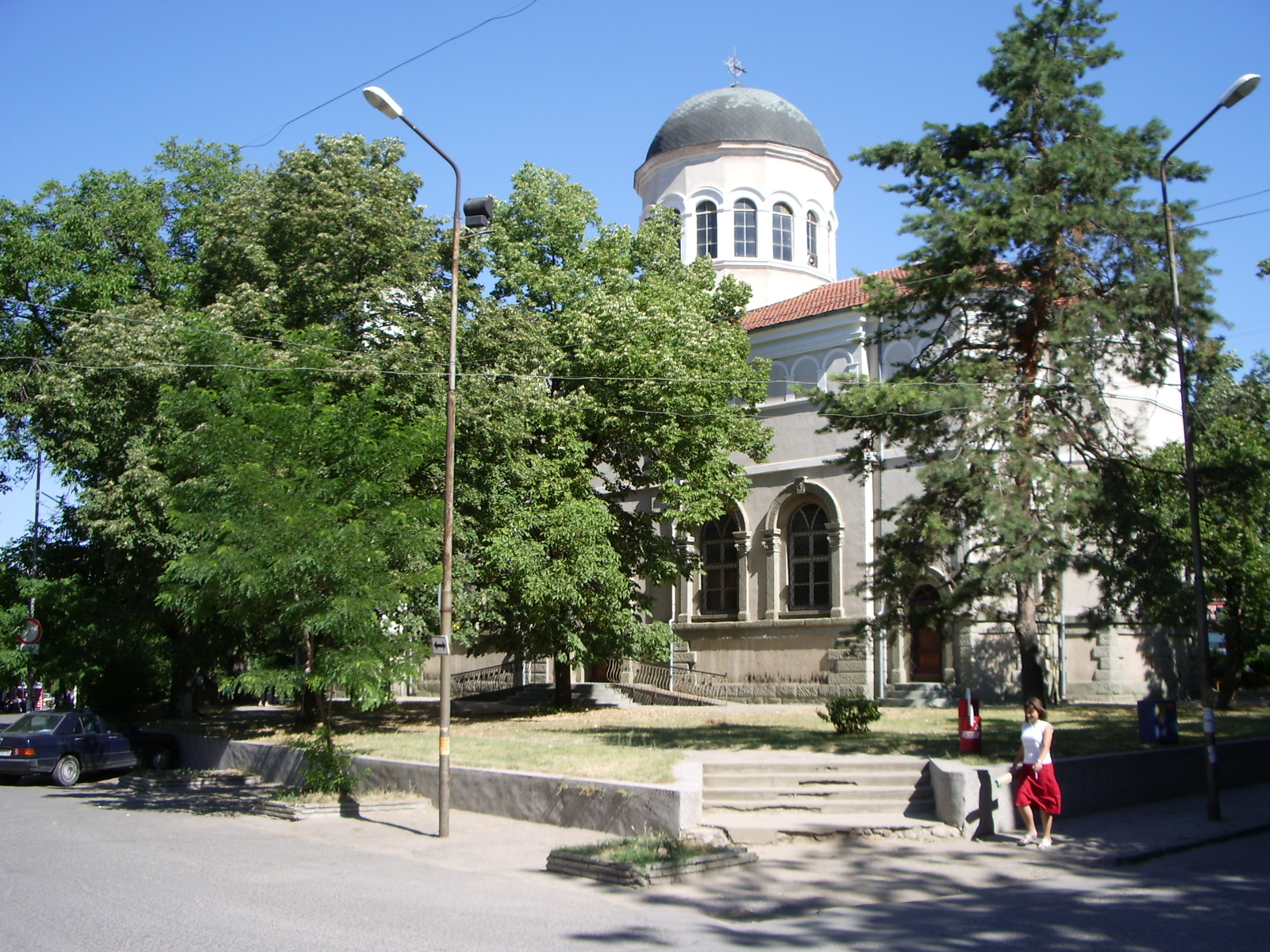
L'église orthodoxe Svéti Nikolaï Tchoudotvoréts (Saint-Nicolas le faiseur de merveilles)
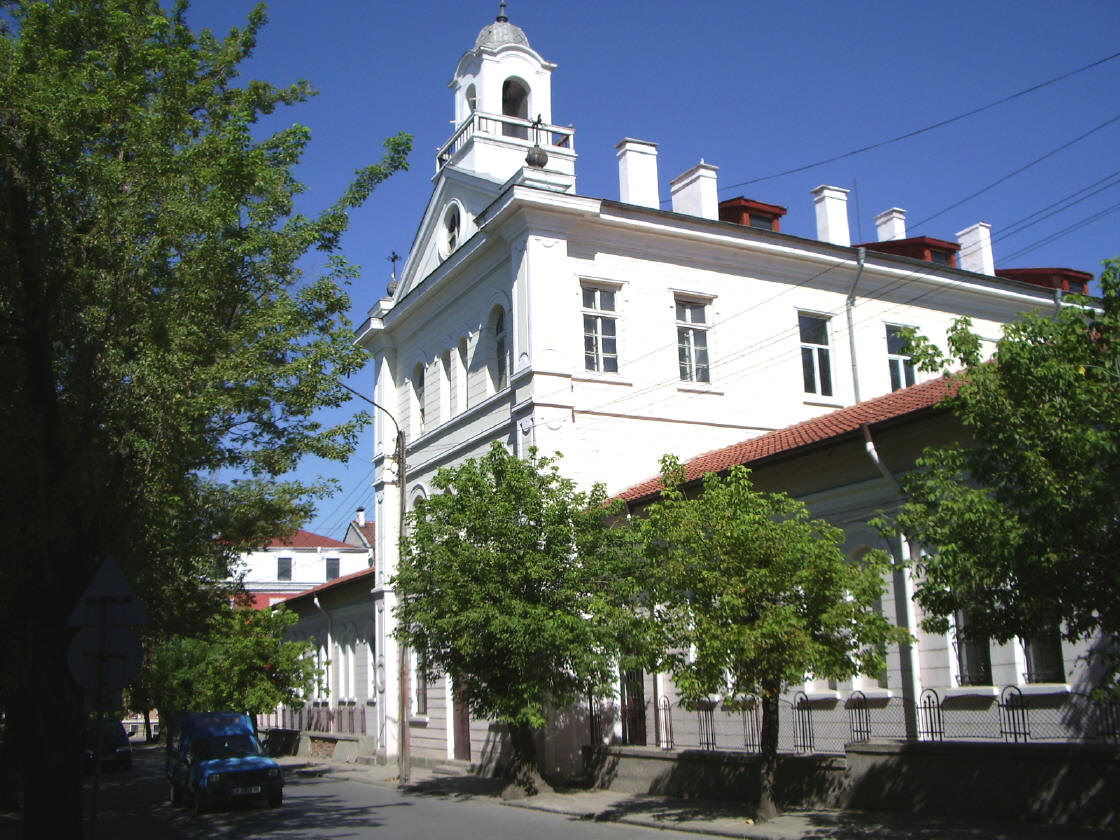
L'église catholique
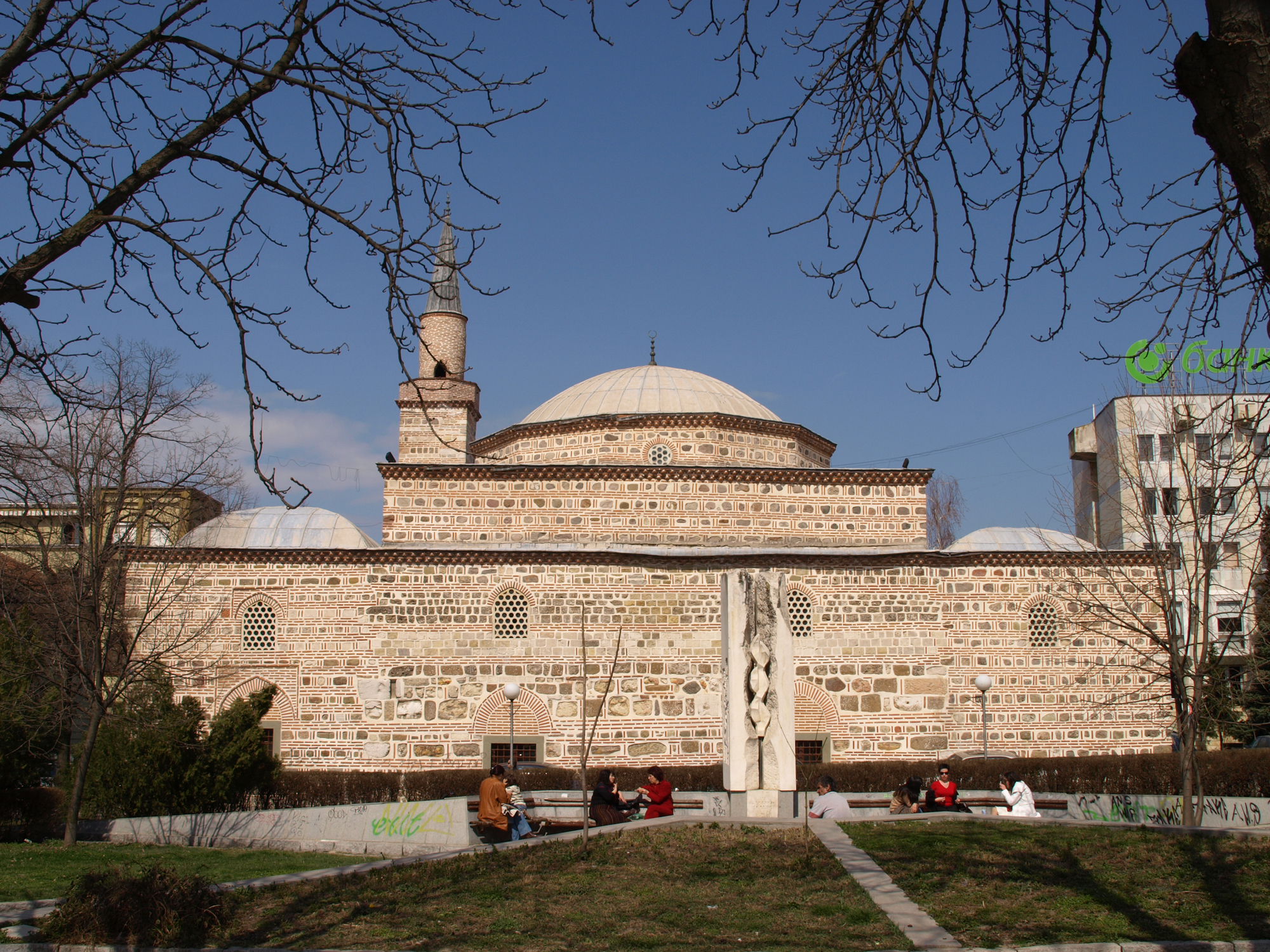
La vieille mosquée - la mosquée Eski
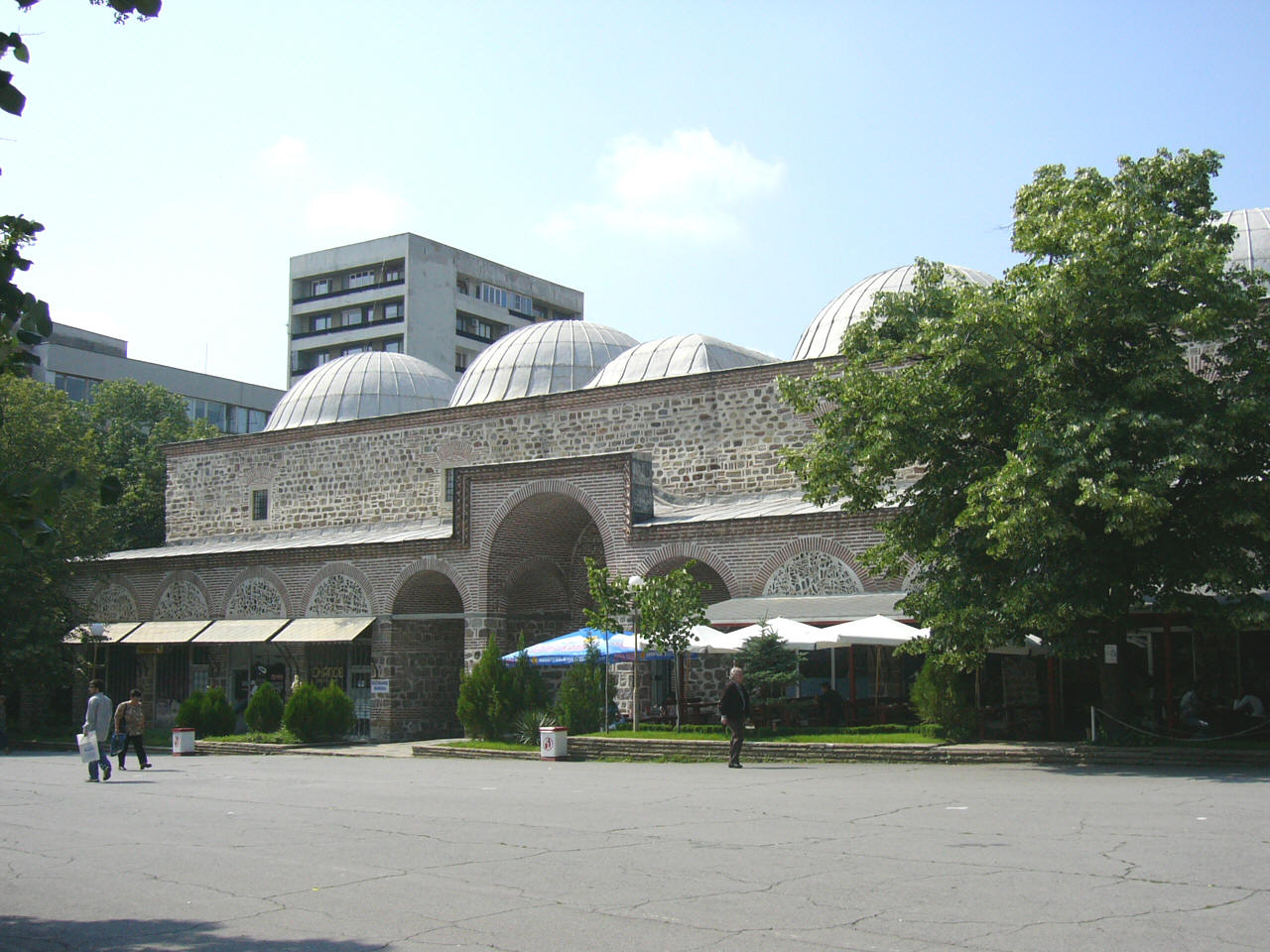
Le bézistén de 1509
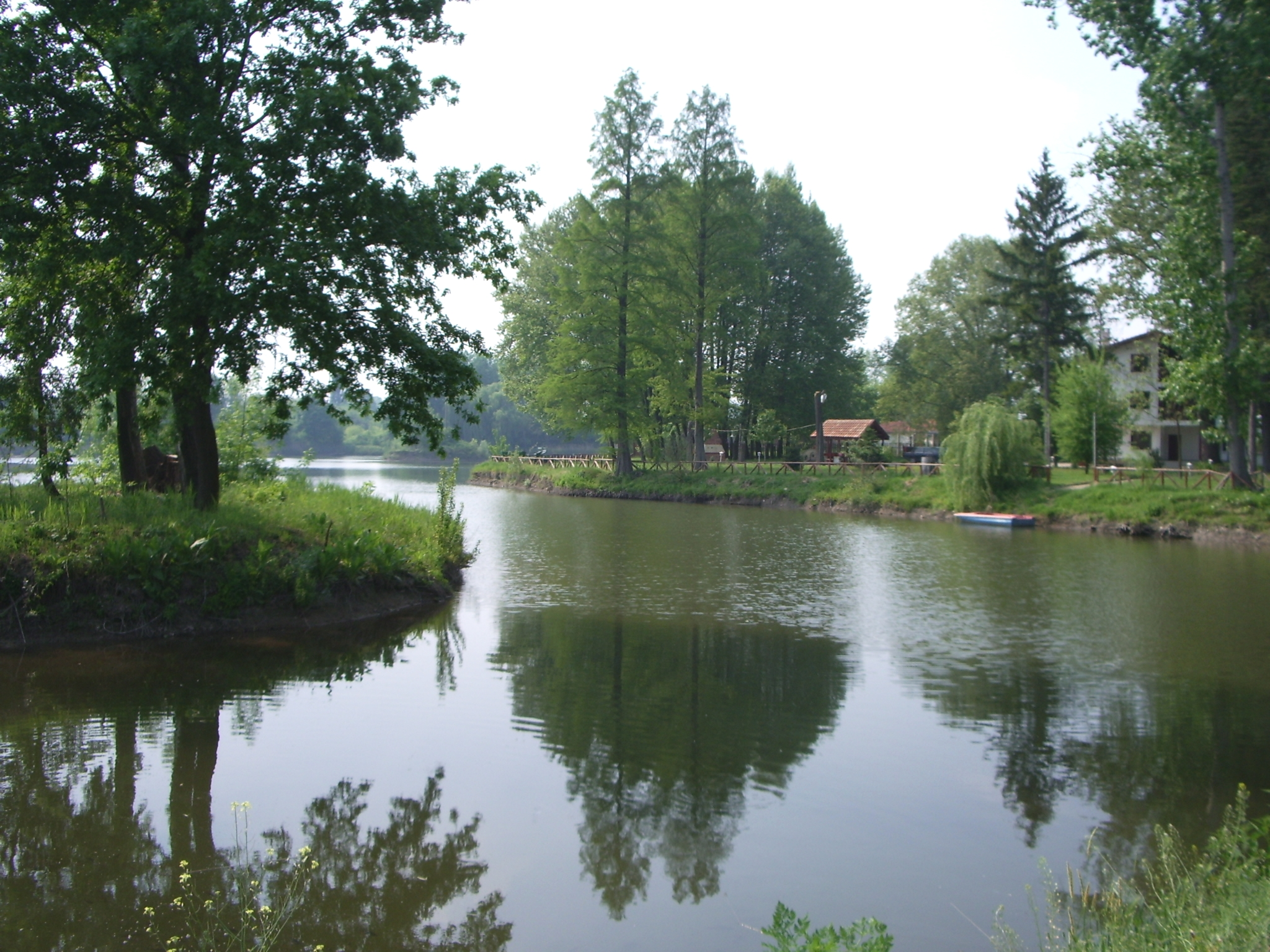
Le parc Ormana
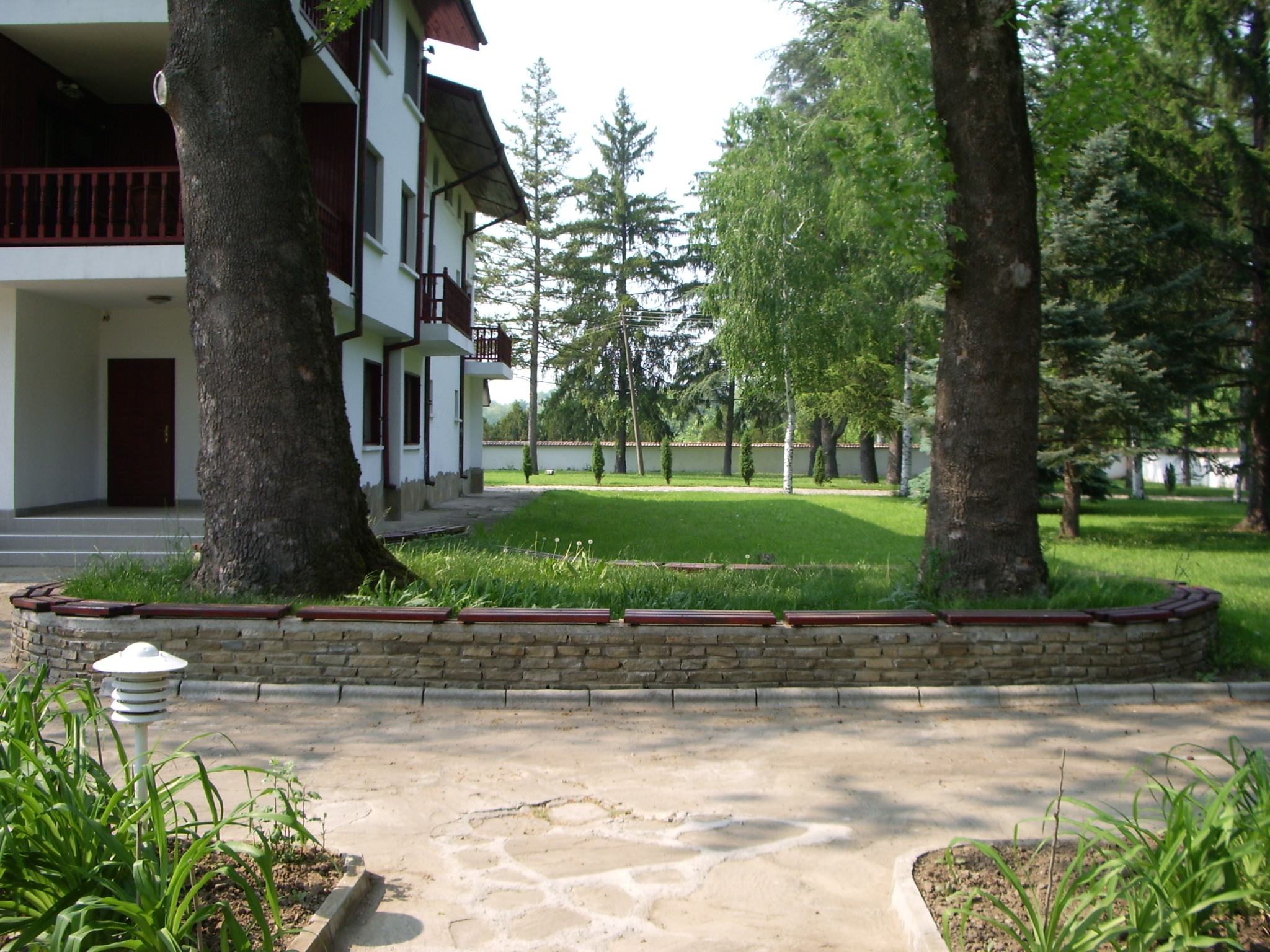
"Maison de chasse" dans le parc Ormana
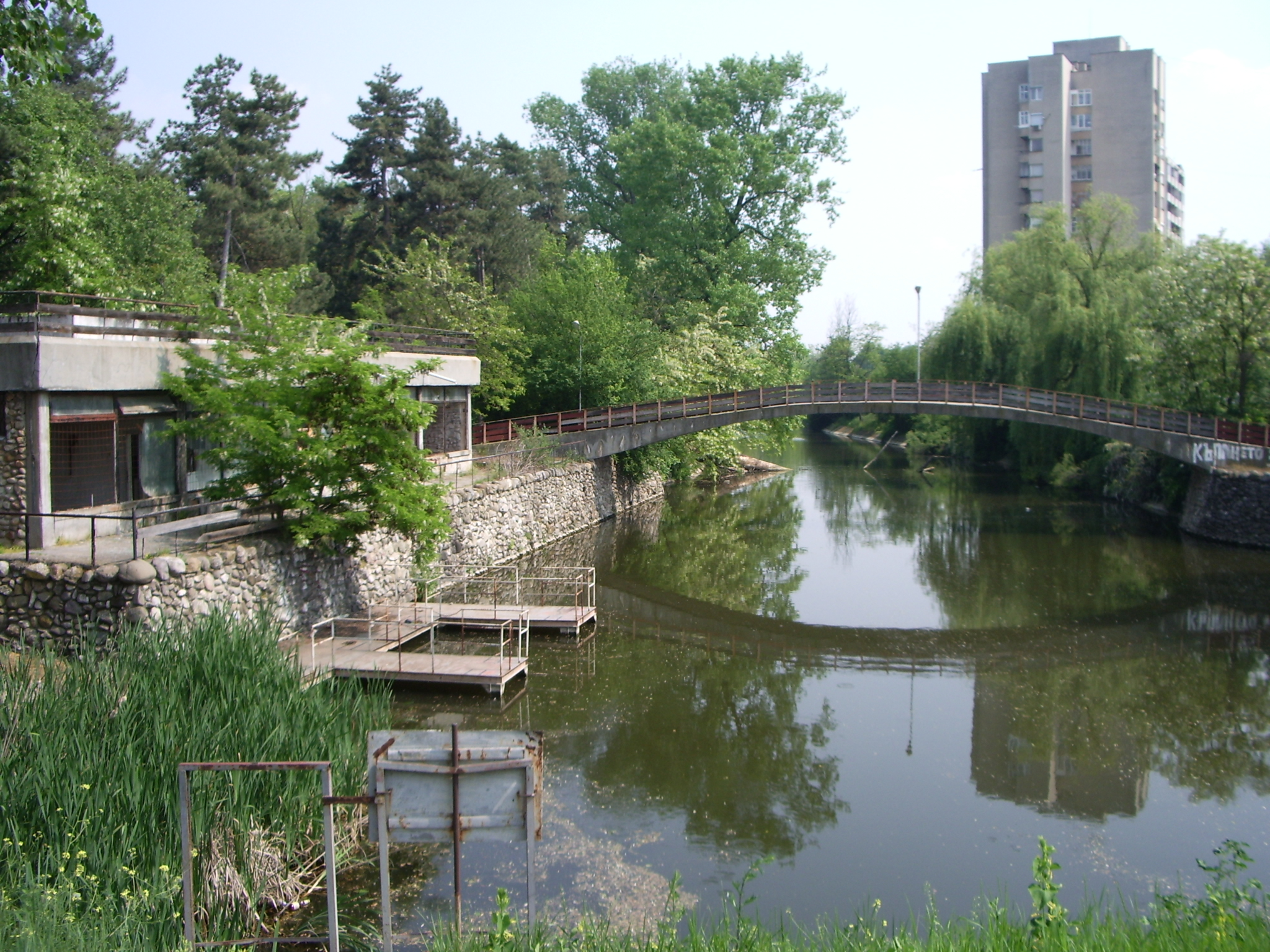
La Toundja à Yambol
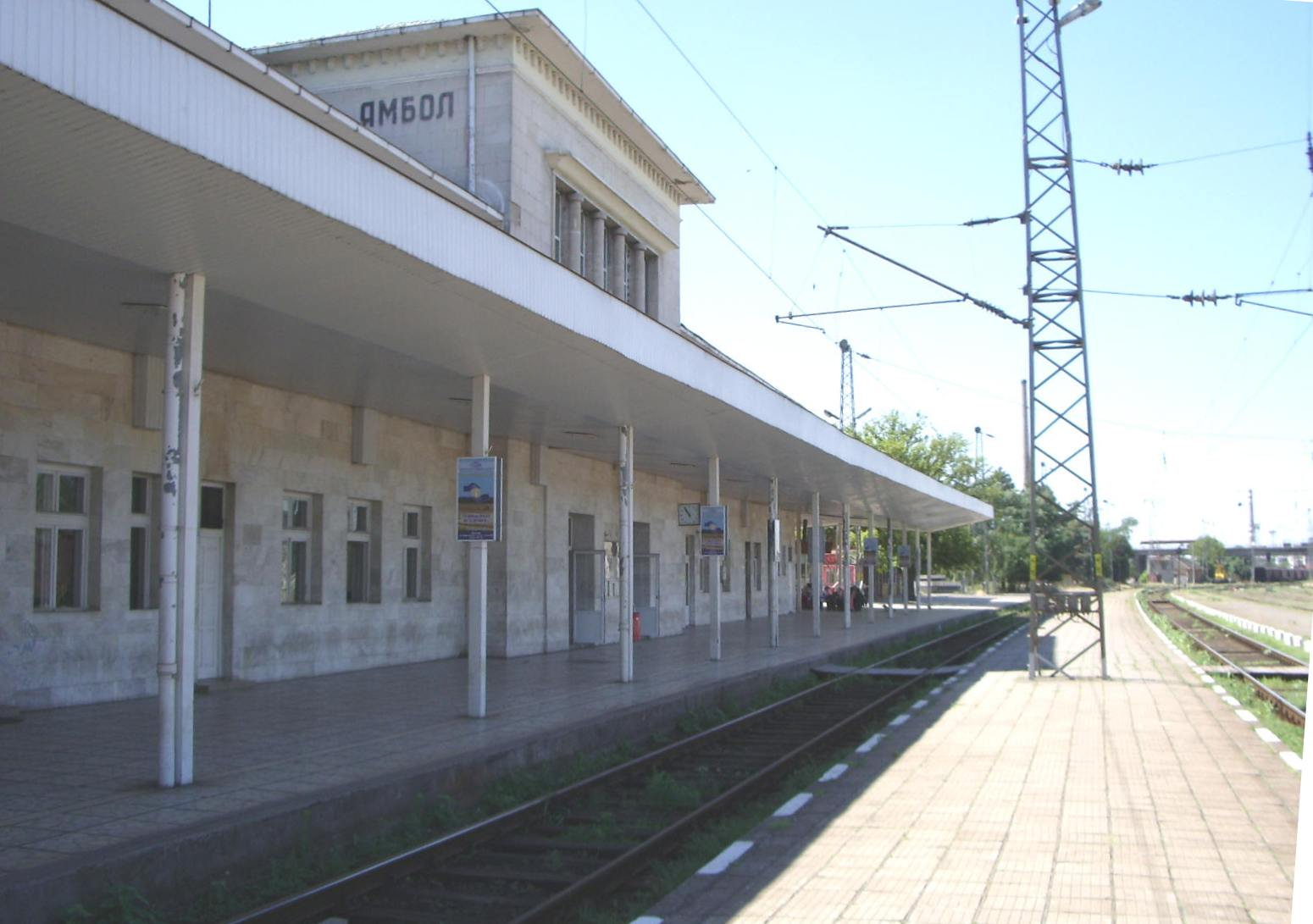
La gare des chemins de fer